# Jackie Speier

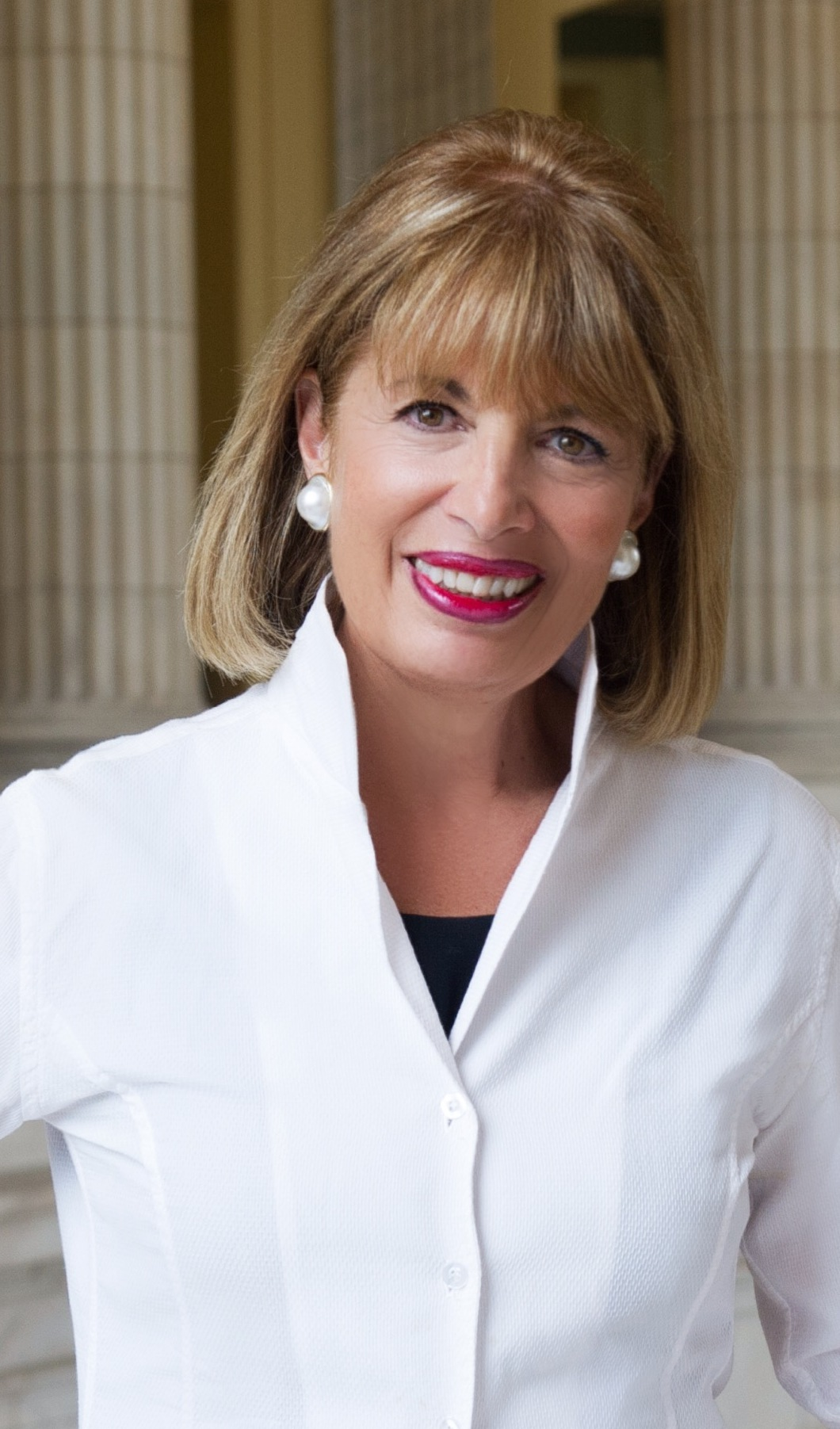
Jackie Speier in 2015

Karen Lorraine Jacqueline Speier (San Francisco, 14 mei 1950) is afgevaardigde voor het 14de Congresdistrict van de Amerikaanse staat Californië. 
Speier heeft zitting in het Congres sinds 2008 en is lid van de Democratische Partij. 
Zij vertegenwoordigt een groot deel van het territorium dat eerder werd vertegenwoordigd door haar politieke mentor wijlen Leo Ryan.
Zij is voormalig lid van de Senaat van de staat Californië, dat stadsdelen van San Francisco en San Mateo vertegenwoordigde. Op 8 april 2008 won zij de verkiezing voor de vrijgevallen plaats in het Huis van Afgevaardigden van wijlen het Congreslid Tom Lantos.

## Afkomst en opleiding
Speier werd in 1950 geboren in San Francisco en groeide op in een apolitiek gezin als dochter van Nancy Kanchelian en Manfred "Fred" Speier. Haar moeder was van Armeense afkomst en een overlevende van de Armeense Genocide, terwijl haar vader een immigrant uit Duitsland was. Bij de hernieuwing van haar doopbelofte koos Speier Jacqueline als haar christelijke naam naar Jackie Kennedy. Zij is een afgestudeerde van Mercy High School in Burlingame (Californië). Zij behaalde een B.A. van de Universiteit van Californië, Davis, en in 1976 een J.D. van de University of California, Hastings College of the Law.

## Huwelijken en gezin
Speiers eerste huwelijk was in 1987 met dr. Steven Sierra, een eerstehulparts. In 1988 kregen zij een zoon, toen zij zitting had in de Raad van de staat Californië. Dr. Sierra overleed in 1994 op de 53-jarige leeftijd ten gevolge van een auto-ongeluk. Speier was op dat moment twee maanden zwanger van hun tweede kind, dochter Stephanie. In 2001 trouwde Speier met Barrie Dennis, een investeringsconsultant.

## Schietincident Jonestown
Speier deed haar intrede in de politiek als congresmedewerker van Congreslid Leo Ryan. Zij maakte in november 1978 deel uit van diens missie om de beschuldiging te onderzoeken van mensenrechtenschendingen door Jim Jones (sekteleider) en zijn Peoples Temple-volgelingen, die nagenoeg allen Amerikaanse burgers waren, die in 1977 en 1978 met Jones verhuisd waren naar Jonestown (Guyana).
Verscheidene Peoples Temple-leden lieten op 18 november het onderzoeksteam in een hinderlaag lopen en anderen  Jonestown per vliegtuig verlaten. Vijf teamleden werden gedood, waaronder Congreslid Leo Ryan. 
Door dekking te zoeken achter kleine vliegtuigwielen tegen geweervuur wist Speier te overleven, ondanks dat zij vijfmaal door kogels werd geraakt. Vervolgens moest zij 22 uren wachten totdat er hulp arriveerde. 
Diezelfde dag lieten meer dan 900 resterende leden van de Peoples Temple-sekte in Jonestown en Georgetown het leven in een massale zelfdoding. Speier heeft haar ervaringen in 2019 beschreven in het boek Undaunted. Zij stelt dat eigenlijk meer sprake was van massamoord dan van massale zelfdoding.

## Lidmaatschap Huis van Afgevaardigden
Na een lange politieke loopbaan via de San Mateo County Board of Supervisors, California State Assembly en California State Senate (1980-2006), maakte Speier begin 2008 bekend dat zij zich kandidaat stelde namens het 12de, voormalige district van Leo Ryan voor het federale Huis van Afgevaardigden. 
Deze zetel kwam vrij omdat haar zittende Democratische partijgenoot Tom Lantos zich niet meer herkiesbaar stelde. Speier had in 2007 veel steun opgebouwd om Lantos in de Democratische voorverkiezing uit te dagen. Op 6 juni 2006 had zij met klein verschil de verkiezing tot plaatsvervangend gouverneur van Californië verloren.
Medio januari 2008 droeg Lantos Speier voor als zijn opvolger. Bij deze aanbeveling sloten zich de Congresleden Anna Eshoo en Mike Thompson, alsmede burgemeester Gavin Newsom van San Francisco zich aan.
Lantos overleed in februari 2008, waarna Speier een speciale tussentijdse verkiezing won ter vervulling van diens resterende termijn, die eindigde in januari 2009. Zij behaalde een rechtstreekse overwinning, waarmee ze een voorverkiezing kon ontlopen, die medio 2009 zou zijn gehouden. In november daarop werd ze met 75% van de stemmen gekozen voor een volle termijn. Daarna werd ze driemaal herkozen met nauwelijks noemenswaardige tegenstand.
Op 11 juli 2008 introduceerde Speier haar eerste wetsontwerp, de Benzine- en Snelheidsbeperking Wet, die beoogde een nationale snelheidsbeperking tot 60 mijl per uur in stedelijke gebieden en 65 mijl per uur in minder bevolkte gebieden in te stellen.
In september 2016, lanceerde Speier het wetsvoorstel Federale Subsidiëring Aansprakelijkstelling voor Seksuele Intimidatie Wet om misbruik en seksuele intimidatie van vrouwen, in het bijzonder in studierichtingen natuurkunde, techniek, bouwkunde en wiskunde van het voortgezet en hoger onderwijs te bestrijden.
Op 16 augustus 2017 bepleitte Speier de toepassing van het 25ste Amendement van de Grondwet op gang te brengen om president Donald Trump uit zijn ambt te ontzetten wegens "wispelturig gedrag en mentale onstabiliteit, die het land in groot gevaar brengt". Directe aanleiding vormden voor haar, enerzijds Trumps wijze van omgaan met de door extreemrechtse groepen uitgelokte rellen in Charlottesville en anderzijds Trumps ondiplomatische reacties op de provocaties van de Noord-Koreaanse dictator Kim Jong-un.
Op 27 oktober 2017 postte Speier als deelneemster van de #MeToo-beweging een video waarin ze haar ervaringen met seksuele intimidatie op Capitol Hill deelde. Ze zei dat toen ze tijdens haar twenties stafchef van afgevaardigde 
Leo Ryan was "hij mij kuste en zijn tong in mijn mond stak". Speier noemde het federale Congres een broeinest voor een vijandige omgeving en ze deed een oproep voor meer training in het bestrijden van seksuele intimidatie.
- Library of Congress Control Number: n00107615
- Nationale Bibliotheek van Israël: 987012384822305171
- SNAC: w6126khv
- Biographical Directory of the United States Congress: S001175
- Virtual International Authority File: 62783554
- WorldCat: E39PBJvMxwft6FJYqqd9WFgR8C